# Élections législatives italiennes de 1882
Les élections législatives italiennes de 1882 (en italien : Elezioni politiche italiane del 1882) ont eu lieu du 29 octobre 1882 au 5 novembre 1882.

## Partis et chefs de file
| Parti | Parti                     | Idéologie                        | Chef de file        |
| ----- | ------------------------- | -------------------------------- | ------------------- |
|       | Gauche historique         | Libéralisme, Centrisme           | Agostino Depretis   |
|       | Droite historique         | Conservatisme, Monarchisme       | Marco Minghetti     |
|       | Extrême gauche historique | Radicalisme, Républicanisme      | Agostino Bertani    |
|       | Dissident de gauche       | Progressisme, Social-libéralisme | Giuseppe Zanardelli |

## Résultats
| Parti                               | Parti                               | Voix      | %     | Sièges | +/-        |
| ----------------------------------- | ----------------------------------- | --------- | ----- | ------ | ---------- |
|                                     | Gauche historique                   | 695 147   | 56,8  | 289    | 71         |
|                                     | Droite historique                   | 353 693   | 28,9  | 147    | 24         |
|                                     | Extrême gauche historique           | 105 251   | 8,6   | 44     |            |
|                                     | Dissident de gauche                 | 45 282    | 3,7   | 19     | 100        |
|                                     | Autres                              | 24 477    | 2,0   | 9      | 9          |
| Votes invalides/blancs              | Votes invalides/blancs              | 62 646    |       |        |            |
| Total                               | Total                               | 1 223 851 | 100,0 | 508    | stagnation |
| Électeurs enregistrés/participation | Électeurs enregistrés/participation | 2 017 829 | 60,65 |        |            |